# Полиэстер (фильм)
«Полиэстер» (англ. Polyester) — сатирическая комедия 1981 года, снятая Джоном Уотерсом.

## Описание
У рядовой американской домохозяйки из Балтимора Франсин Фишпау рушится семейное счастье. Её муж Элмер, владелец порно-кинотеатра, заботится только о популярности своего заведения. Их дети — дочь-распутница Лу-Лу и сын-токсикоман Декстер (который любит, обнюхавшись клея, наступать на ноги незнакомым женщинам) — совсем опустившиеся подростки. У Франсин есть ещё и мать, которая своими придирками не дает ей спокойно жить. Утешает несчастную женщину лишь лучшая подруга Каддлс Ковински — простодушная особа, которая на старости лет получила наследство и теперь тратит его направо и налево, живя одним днём.
После того как Франсин узнаёт, что её муж ей изменяет, она подаёт на развод, в связи с чем впадает в страшную депрессию и беспробудное пьянство. Параллельно выясняется, что Лу-Лу беременна, а Декстера арестовывают как маньяка, который оттоптал местным женщинам все ноги.

## В ролях
- Дивайн — Франсин Фишпау
- Таб Хантер — Тодд Туморроу
- Дэвид Самсон — Элмер Фишпау
- Эдит Мэсси — Каддлс Ковински
- Минк Стоул — Сандра Салливан
- Кен Кинг — Декстер Фишпау
- Мэри Гарлингтон — Лу-Лу Фишпау
- Джони Рут Уайт — Ла Ру
- Стив Баторс — Бо-Бо
- Ганс Крамм — Хеинтс
- Сьюзен Лоу — жертва в супермаркете
- Куки Мюллер — Бетти Лалински
- Джордж Хасл — Директор Кирк
- Мэри Вивиан Пирс — Шэрон Ниисп
- Джин Хилл — Проповедница

## Производство
Впервые у Уотерса почти всё действие фильма происходит не в трущобах или бандитских кварталах, а в районе для людей среднего класса. Большинство актеров труппы «Dreamlanders» сыграло в фильме второстепенных персонажей, в отличие от предыдущих работ режиссёра, где все главные роли исполняли именно они. Исключением стали только Эдит Мэсси и Дивайн, которым достались главные партии. Кроме того, фильм Уотерса впервые получил рейтинг «R»: тогда как все прежние картины режиссера получали рейтинг «X» или не имели рейтинга вообще.
Техника съёмки была позаимствована Уотерсом у известного американского режиссера мыльных опер Дугласа Сирка. Уотерс хотел как можно более точно изобразить повседневную жизнь типичной американской домохозяйки 60-х годов.

### Одорама

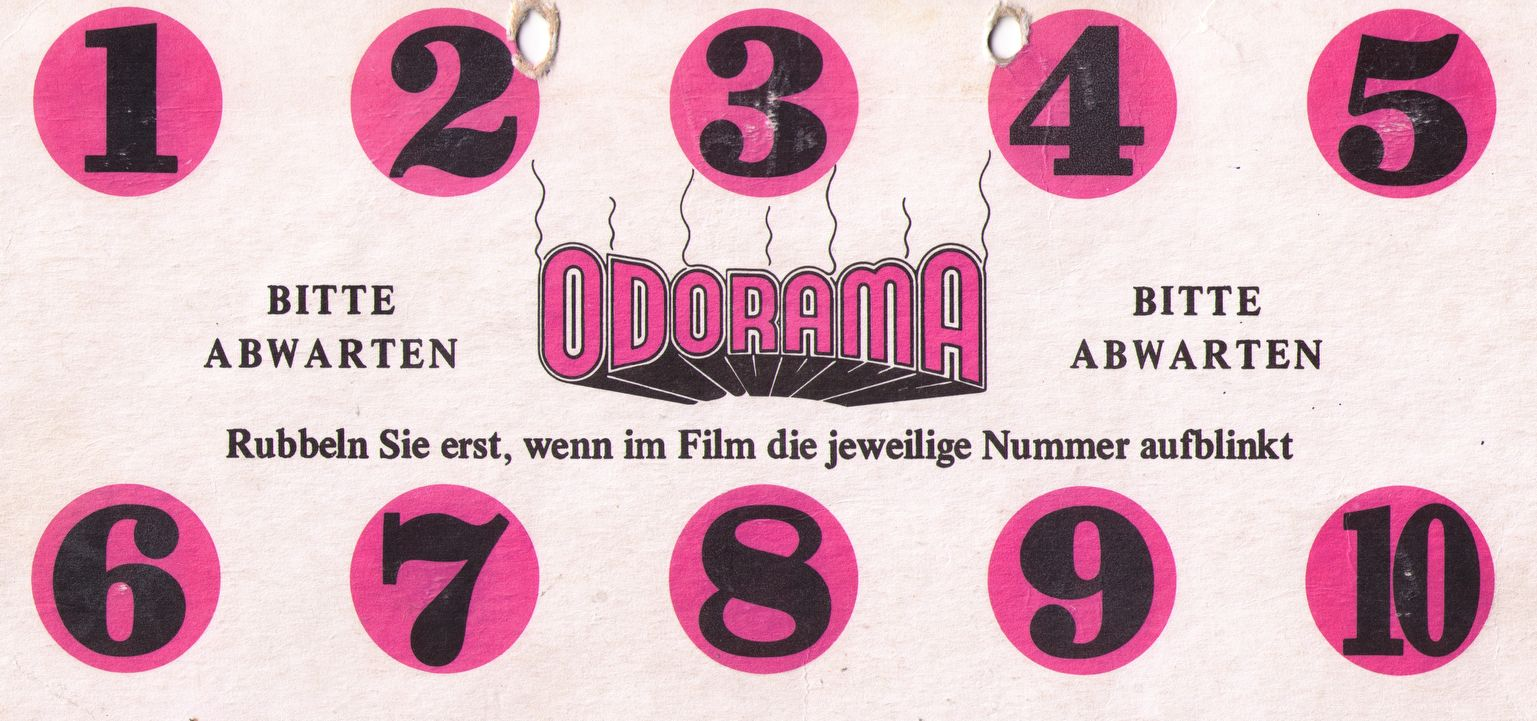
Оригинальная карточка-одорама для фильма

Запахи играют в фильме важную роль, ведь главная героиня крайне чувствительна к ароматам разного рода, что и обыгрывается в сюжете. Дабы подчеркнуть это, Уотерс предложил использовать карточки-одорамы с эффектом «Потри и понюхай». Подобной фишкой ранее воспользовался Майкл Тодд мл. для проката фильма «Запах тайны» (система Smell-O-Vision). Итак, специальные карточки (пронумерованные от 1 до 10) раздавались в кинотеатрах зрителям, на манер 3D-очков, и когда на экране мелькали цифры, зрителю нужно было потереть нужный кружок, после чего он мог почувствовать то, что чувствует главная героиня: запах цветов, пиццы, клея, газа, травы и скунса.

## Музыка
1. Таб Хантер — Polyester[3]
2. Michael Kamen — Be My Daddy’s Baby (Lu-Lu’s Theme)[3]
3. Bill Murray — The Best Thing[3]

## Критика
Фильм получил преимущественно положительные отзывы критиков. На данный момент фильм имеет 89 % рейтинга «свежести» на сайте Rotten Tomatoes, основанных на 19 рецензиях.